# 통일당 (1957년)
통일당(統一黨)은 1957년 11월 18일 민주당 (1955년 대한민국)에서 제명된 김준연이 창당한후 1961년 5·16 군사 정변 이후에 해산된 대한민국의 정당이다.

## 통일당 당적의 국회의원

### 대한민국 제4대 국회당시 통일당 당적의 국회의원
- 김준연 : 전라남도 영암군(제22선거구)국회의원지역선거구

### 대한민국 제5대 국회당시 통일당 당적의 국회의원
- 김준연 : 전라남도 영암군(제22선거구)국회의원지역선거구